# Edgardo Codesal Méndez
Edgardo Codesal Méndez (Montevideo, 2 de junio de 1951) es un ex árbitro de fútbol y médico uruguayo y posteriormente nacionalizado mexicano.
Nacido en Montevideo, Uruguay, hijo del también árbitro mundialista uruguayo José María Codesal.

## Carrera
Desde niño y de que tenía uso de razón ya sabía que su padre era árbitro, lo cual le hizo seguir su trayectoria. Como muchos uruguayos Edgardo era apasionado por el fútbol, en su niñez jugó al Baby Fútbol en equipos de la zona y en su adolescencia jugó como golero en el Club Atlético Cerro de Montevideo.
Comienza su carrera como árbitro en Uruguay en el año 1976, para el año 1977 debuta en Primera División en el partido Cerro vs Huracán, en el cual dio la casualidad que en el Club Cerro él tenía la mayoría de sus ex compañeros de fútbol.
En AUDAF era muy conocido como "Codesal Jr".
En el año 1980 viaja a México donde tuvo contacto con la Federación Mexicana de Fútbol, ahí empieza a arbitrar directamente en el fútbol mexicano, después pudo arbitrar partidos internacionales oficiales y amistosos.
A pesar de que Codesal nació en Montevideo, Uruguay, representó a su país de adopción, México, como árbitro de la CONCACAF en la Copa Mundial de Fútbol de 1990. Entre sus puestos internacionales, Codesal fue director de los árbitros de la CONCACAF, jefe de árbitros para la Copa Mundial Femenina de Fútbol de 1999 de los EE. UU, miembro del comité de árbitros para la Copa Mundial Sub-20 en Nigeria, la Copa Confederaciones en México y la Copa Mundial de la FIFA Sub-17 en Nueva Zelanda.

## Copa Mundial de Fútbol de 1990

### Arbitraje en la primera fase
Italia Vs.  Estados Unidos

Durante el partido concedió un penal a Italia remate impactó contra el poste izquierdo del arquero.

### Arbitraje en cuartos de final
Camerún Vs.  Inglaterra

Durante el partido concedió tres penales; primero por Camerún - anotado por Emmanuel Kundé - segundo y tercero para Inglaterra - convertidos por Gary Lineker.

### Arbitraje en la final
Argentina Vs.  Alemania Federal

Durante el partido mostró dos tarjetas rojas para los argentinos Pedro Monzón (en el minuto 65) y Gustavo Dezotti (en el minuto 87). Marcó una falta que no existió dentro del área al delantero Rudi Völler de Alemania en el minuto 84 de juego. El polémico penal fue convertido en gol por Andreas Brehme, dándole el triunfo a Alemania Federal. Décadas más tarde, Codesal se defendió justificando que su decisión fue la correcta, sin embargo el jugador alemán Lothar Matthäus argumentó que la falta estuvo mal cobrada.

## Presente
Hoy Codesal es miembro de la comisión de arbitrajes de la FIFA. Además Está en el Programa "ESPN-DO Los Deportes" de ESPN Deportes Radio Interpretando al Juez en la Sección "La Corte del Fútbol", en el Programa Futbol En Serio Punto de TDN y escribe una columna en el portal web Mediotiempo.com
Fue Director de la Comisión de Arbitraje en México de 2014 a 2017.
Actualmente dedica su tiempo libre a dar clases en la licenciatura en Medicina en la Universidad Del Valle de México Campus Querétaro.